# Igor Pisanjuk
Igor Pisanjuk (ur. 24 października 1989 w Sremskiej Mitrovicy) – kanadyjski piłkarz występujący na pozycji napastnika. Obecnie jest piłkarzem Ferencvárosu TC (Budapeszt).
Zawodnik posiada także obywatelstwo ukraińskie. Jego rodzice pochodzą z Ukrainy i Serbii

## Kariera klubowa
Pisanjuk swoją karierę rozpoczął w klubie Erin Mills SC w 2007 roku w kanadyjskiej lidze OSL Provincial West U21.
Swój pierwszy profesjonalny kontrakt Igor podpisał w grudniu 2007 roku z Ferencvárosi TC. W 2010 roku został wypożyczony do Szolnoki MÁV FC. W 2011 roku wyjechał do Kanady, gdzie grał w zespole Mississauga Eagles FC. W kolejnym sezonie ponownie trafił do węgierskiej ekstraklasy, do Kecskeméti TE. W sezonie 2012/2013 występował będzie w barwach beniaminka ekstraklasy Węgier – Egri FC.

## Kariera reprezentacyjna
W listopadzie 2008 roku Pisanjuk dostał powołanie na obóz szkoleniowy reprezentacji Kanady U-20 w Szwajcarii. Swoją pierwszą bramkę zdobył 24 listopada 2008 roku w meczu przeciwko rezerwom BSC Young Boys.
W lutym 2009 roku Igor znalazł się w kadrze Kanady U-20 na Młodzieżowe Mistrzostwa strefy CONCACAF, będący jednocześnie turniejem kwalifikacyjnym do Młodzieżowych Mistrzostw Świata U-20.